# Terri Hoyos
Teresa Victoria Terri Hoyos (* 18. Januar 1952 in Los Angeles, Kalifornien) ist eine US-amerikanische Schauspielerin und ehemalige Make-up-Artistin.
Hoyos wuchs in Los Angeles auf und ist mexikanischer Abstammung. Ihre Eltern waren der Schauspieler Rodolfo Hoyos und seine Frau Sofia. In den 1980er Jahren begann sie als Maskenbildnerin zu arbeiten. Später wurde sie an der LACC Theatre Arts Academy als Schauspielerin ausgebildet.
1984 hat sie ihre erste Rolle in China Blue bei Tag und Nacht, es folgten mehr 80 weitere Auftritte in Film und Fernsehen. 2105 war sie für den Imagen Award nominiert.

## Filmographie (Auswahl)
- 1984: China Blue bei Tag und Nacht
- 1987: Polizeirevier Hill Street
- 1987: Gimme a Break
- 1987: Hunter
- 1987: The Tortellis
- 1987: Cheers
- 1988: Buck James
- 1989: Ganz große Klasse
- 1989: Jesse aus dem All
- 1990: Molloy
- 1991: Final Attack
- 1991: Hollister
- 1991: Eine schrecklich nette Familie
- 1992: Der Duft des Todes
- 1994: Willkommen im Leben
- 1995: Land’s End – Ein heißes Team für Mexiko
- 1995: Ein Hauch von Himmel
- 1995: Emergency Room – Die Notaufnahme
- 1996: Zwei Singles im Doppelbett
- 1996: Diagnose: Mord
- 1997: Knots Landing: Back to the Cul-de-Sac
- 1997: Clockwatchers
- 1998: George & Leo
- 1998: Bulworth
- 1998: Dharma & Greg
- 1998: Ich küsse dich, ich töte dich
- 1999: Payne
- 1999: Soft Toilet Seats
- 2000: Beverly Hills, 90210
- 2000: A Family in Crisis: The Elian Gonzales Story
- 2000: New York Life – Endlich im Leben!
- 2001: The Amanda Show
- 2001: Stadt, Land, Kuss
- 2001: Popular
- 2001: Frasier
- 2001: Strong Medicine: Zwei Ärztinnen wie Feuer und Eis
- 2002: Trügerisches Glück
- 2002: MDs
- 2003: Extreme Rage
- 2004: Lady Cops – Knallhart weiblich
- 2005: New York Cops – NYPD Blue
- 2005: Sueño Americano – Liebe, Musik, Leidenschaft
- 2005: Six Feet Under – Gestorben wird immer
- 2005: Welcome, Mrs. President
- 2006: Lovespring International
- 2006: The Nine – Die Geiseln
- 2006: Without a Trace – Spurlos verschwunden
- 2006: Out of practice – Doktor, single sucht…
- 2007: Crossing Jordan: Pathologin mit Profil
- 2007: Standoff
- 2007: Monk
- 2008: Alle hassen Chris
- 2008: Raising the Bar
- 2009: Hawthorne
- 2010: The Deep End
- 2009–2010: Cold Case – Kein Opfer ist je vergessen
- 2011: The Craigslist Killer
- 2011: Criminal Minds: Team Red
- 2010–2011: Parks and Recreation
- 2011: Bones – Die Knochenjägerin
- 2012: Modern Family
- 2014: Twisted
- 2014: Chasing Life
- 2014–2015: Cristela
- 2015: Graceland
- 2016: The Fosters
- 2017: Rosewood
- 2017: Animal Kingdom
- 2017: Graves
- 2018: Mom
- 2018: Young & Hungry
- 2018: Grey’s Anatomy
- 2020: Team Kaylie
- 2020: Deputy
- 2020: Love, Victor
- 2021: Together Together
- 2021: Launchpad
- 2021: Growing Fangs
- 2021: Sweet Navidad
- 2022: Dog – Das Glück hat vier Pfoten
- 2022: Grace & Frankie
- 2021–2022: S.W.A.T.
- 2018–2022: 9-1-1: Notruf L.A.
- 2022: Bosch Legacy
- 2022: Bertie the Brilliant
- 2022: Raven’s Home
- 2022: Steppin’ Into the Holiday